# Circuito Urbano Internacional de Pekín
El Circuito Urbano Internacional de Beijing, más comúnmente conocido como el circuito callejero de Jingkai, era un circuito urbano en Yizhuang, un suburbio a 15 km (10 millas) al sureste del centro de Pekín. Se utilizó por primera vez el fin de semana del 10 al 12 de noviembre de 2006 para la tercera ronda del A1GP. China se convirtió en el único país en albergar dos eventos en la serie A1 Grand Prix 2006-07.
Se anunció en el Shanghai Daily el 23 de marzo de 2007 que, debido a la falta de fondos, no se programaron más carreras del Gran Premio A1 en Pekín. El informe sugirió que preparar el circuito urbano para la carrera costó unos 20 millones de yuanes (2,6 millones de dólares). 

## Problemas de seguridad
La FIA expresó su preocupación por la seguridad de la vía de doble calzada en esta pista antes del evento, por lo que se temía que podría haber dado lugar a una decisión de cancelación de "último minuto". Sin embargo, se otorgó autorización en la mañana del 10 de noviembre para el uso del circuito con fines de carreras. La curva cerrada al final de la carretera de doble calzada y también la recta de regreso era un giro a la izquierda de 180 grados. Más tarde, durante el evento, se descubrió que la curva era demasiado cerrada para los autos de carrera. Trataron de negociar de manera segura abriéndose, pero aún se detenían en la mitad de la esquina, por lo que las sesiones fueron marcadas con bandera roja.
Durante la calificación, las tapas de las alcantarillas en las carreteras se estaban abriendo debido a la alta carga aerodinámica de los autos de carreras y la baja altura de manejo. También se soltaron algunas pancartas publicitarias por el circuito. Se anunció que las carreras comenzarían detrás del coche de seguridad, ya que la primera curva también se consideró insegura.

## Cambios en el diseño del circuito
Como resultado de los problemas de seguridad y las dificultades experimentadas durante la primera sesión de práctica para la carrera inaugural en el circuito (a los autos A1GP les resultó difícil sortear la estrecha curva cerrada de 180 grados de la curva 8), el circuito fue revisado durante la noche antes de la práctica del 11 de noviembre. , 2006. La recta que conduce a la curva 8 se acortó y la curva se hizo menos cerrada. Se creó el circuito más corto (de 1,894 millas a solo 1,386 millas) y se creó otra horquilla menos estrecha a mitad de la recta, sin pasar por la mayor parte de la recta anterior. Sin embargo, esta curva aún no era ideal ya que los pilotos se abrieron mucho a pesar de que la curva era más ancha y tuvieron que evitar la barrera de entrada al pitlane.